# カナダスピス
カナダスピス（Canadaspis）は、約5億年前のカンブリア紀に生息した化石節足動物Hymenocarina類の一属。丈夫な体が円筒状の背甲に覆われる。北アメリカ大陸と中国で見つかった種によって知られる。

## 名称
学名「Canadaspis」は、最初の発見地である北アメリカ大陸の国カナダ（Canada）と、ギリシャ語において「盾」を意味する「aspis」の合成語。模式種（タイプ種）Canadaspis perfecta の種小名「perfecta」はラテン語の「perfectus」（完全・完璧）による。

## 形態

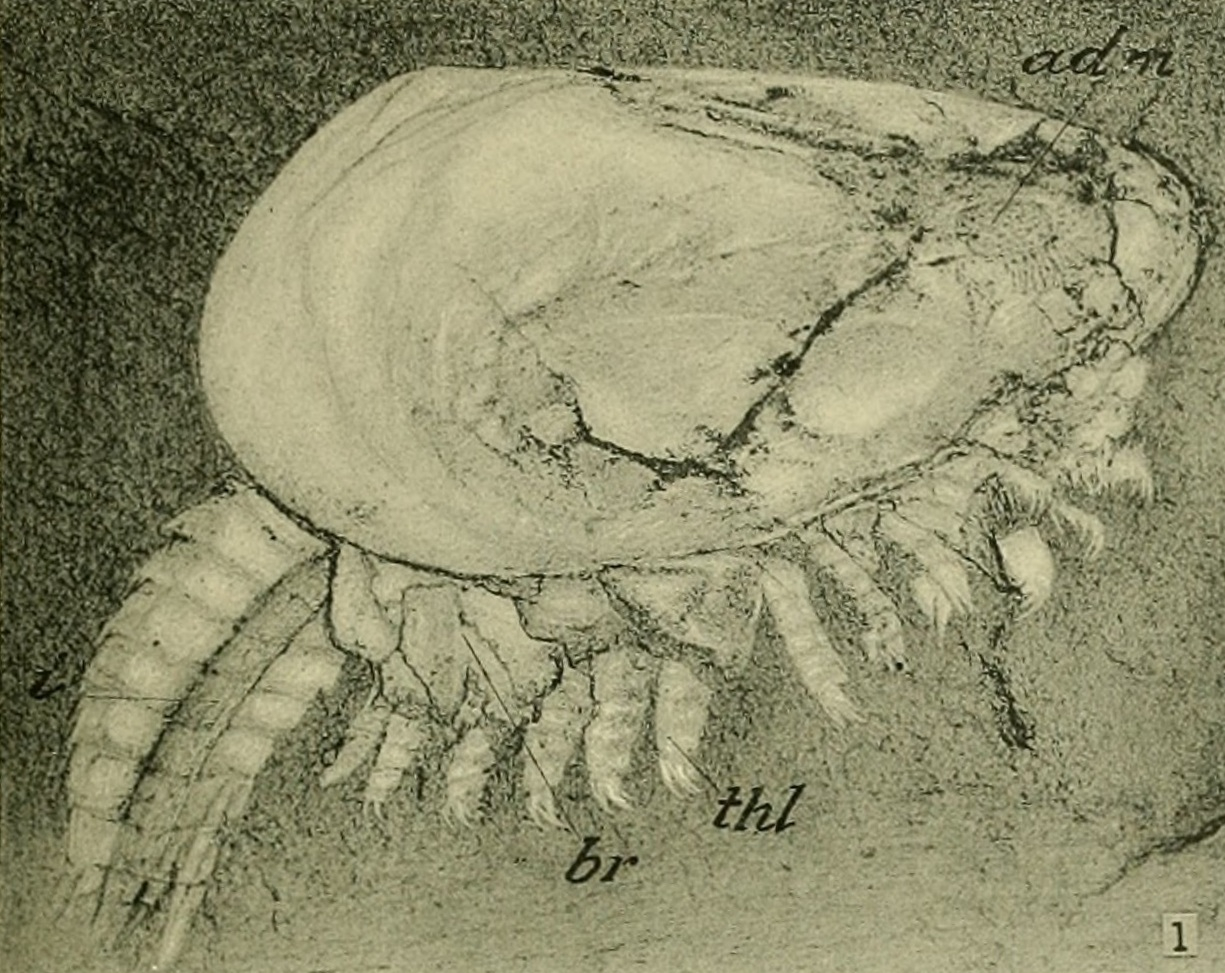
Canadaspis perfecta の化石標本

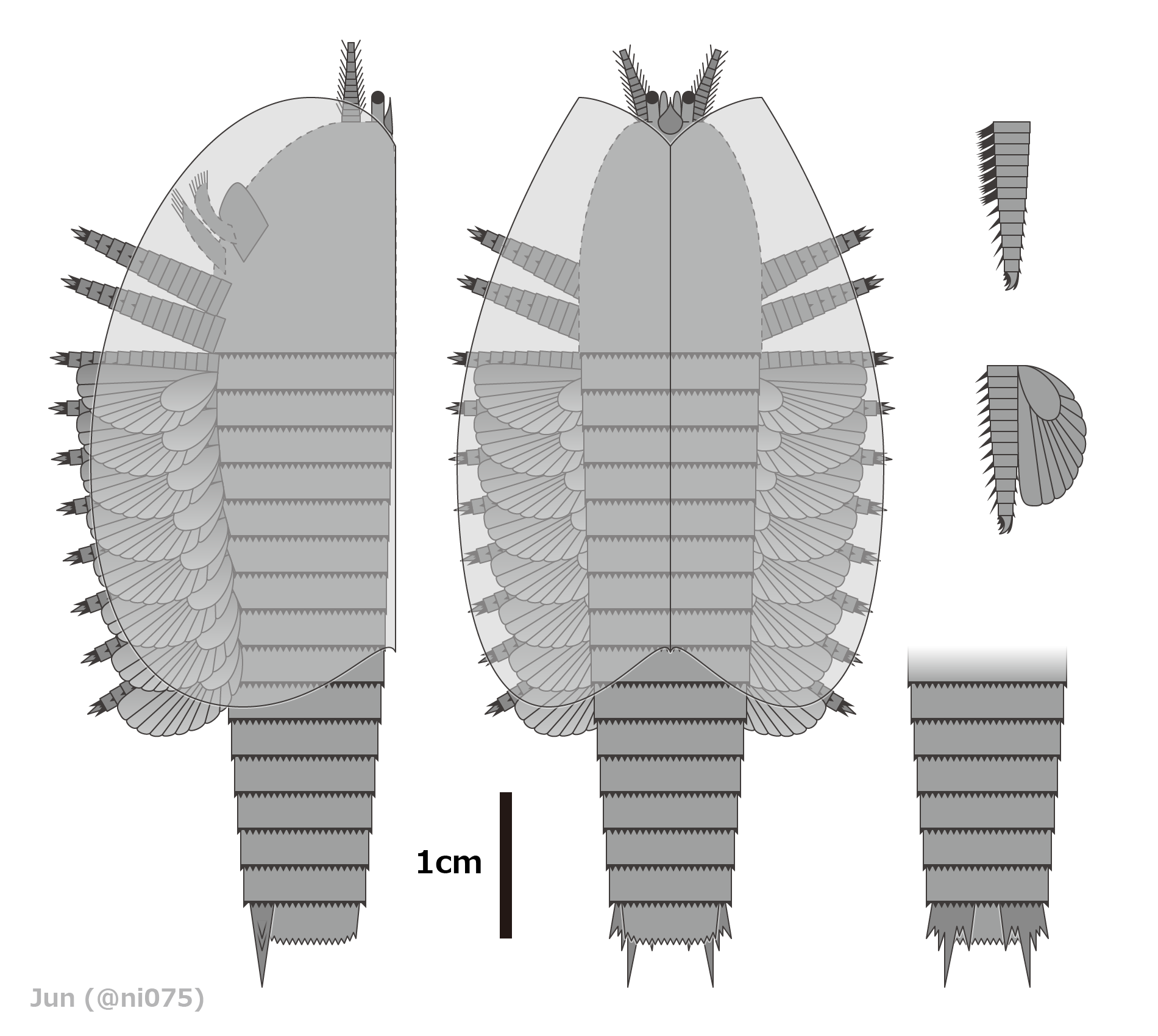
Canadaspis perfecta の全身復元図（左：側面、中：背面、右上：前2対の脚、右中：後8対の脚、右下：腹部腹面）

全長最大約5cm。体の大部分は円筒状の背甲に覆われ、先頭の構造・脚先・腹部のみ露出している。
背甲（carapace）は丸みを帯びた円筒状で、頭部から腹部の直前まで広げて体の背面と左右を覆い被さる。全体的に二枚貝状に分かれ、片割れが楕円形で、蝶番のように背面の正中線が関節となる。
頭部の先頭は、少なくとも眼柄についた1対の小さな眼と、付属肢（関節肢）として10節以上に分かれた1対の短い触角（antenna）をもつことが確定的である。両眼の間には1枚の甲皮（anterior sclerite）と、正体が不確かな1対の短い突起物（inter-ocular lobe）がある。かつて、これらの突起物は第1体節由来の第1触角で、それに応じて前述の確定的な触角は第2体節由来の第2触角と解釈された。しかし、他のHymenocarina類との比較により、この突起物は触角ではなく、むしろ眼と同じ先節由来の非付属肢性の構造体と示される。この見解を踏まえて、かつて第2体節由来と考えられた確定的な触角の方が第1体節由来の可能性が高い。それ以降の頭部構造は更に不確実で、かつて甲殻類的な第3体節由来の大顎（mandible）と第4-5体節由来の小顎（maxilla）をもつと解釈されてきたが、1990年代から2010年代中期にかけてその存在は否定的であった。2022時点ではワプティアと似て、剛毛のある大顎髭をもつ大顎と、短い小顎を1対もつことが再び判明した。口は頭部の腹面で後ろに向くとされるが、それを覆い被さる上唇（labrum）の有無は不明。
頭部以降の胴部は円柱状で、後縁が鋸歯状の胴節を十数節有し、前後で付属肢のある胸部と付属肢をもたない腹部にまとめられる。腹部の末端は太く短い尾節（telson）で、表面に棘が生えて、腹面には最終腹節から突き出した1対の突起物がある。胸部の腹面から突出した10対の付属肢はほぼ同じ大きさの歩脚型で、内肢（endopod）は丈夫な十数節に分かれ、末端には数本の鉤爪、各肢節の内側には内突起（内葉 endite）がある。ただし、前の2対と残りの8対は形態がやや異なる。前の2対は単枝型で、基部数節の内突起は櫛のように先端が枝分かれている。残り8対は二叉型（biramous）で扇形の外肢（exopod）を有し、円形と放射状の筋によって複数のパーツに分かれている。確定的な原節（protopod, basipod）は不明だが、前述の内肢とされる部分のうち基部数節が原節に当たる説もある。

## 生態

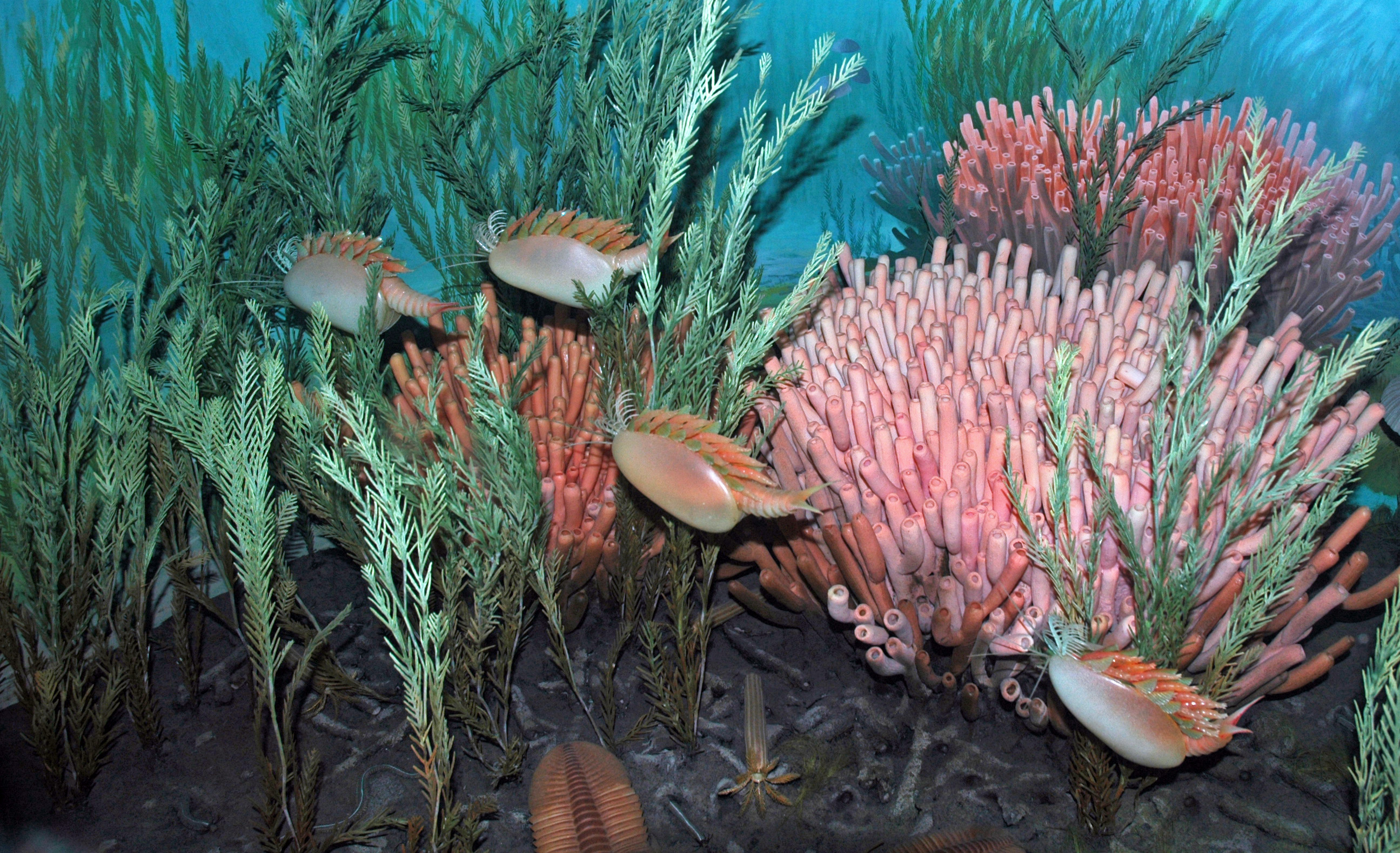
水中を泳ぐカナダスピスの復元模型

カナダスピスはゆるやかな遊泳底生性（nektobenthic, 底生性に近い遊泳性）の海棲動物で、内肢で海底を歩いては堆積物から餌を確保し、外肢で泳ぎながら呼吸をし、体の大部分を覆いかぶさった背甲で外敵から身を守ったと考えられる。
模式種 Canadaspis perfecta はバージェス動物群としてかなり普遍で、2008年時点では約5,000点の化石標本がバージェス頁岩から発見される。

## 分類
いくつかの基本体制の共通点（頭部と胸部を覆い被さる二枚貝状の背甲・発達した触角・第2体節付属肢の欠如・大顎・リング状の腹節）を基に、カナダスピスはオダライア、ワプティア、ブランキオカリスなどと共にHymenocarina類（目）に分類される。この類自体の系統位置は議論的で、1990年代から2010年代中期にかけて一般に基盤的な真節足動物と考えられてきたが、2010年代後期以降では大顎の再発見で大顎類と見直されつつある。

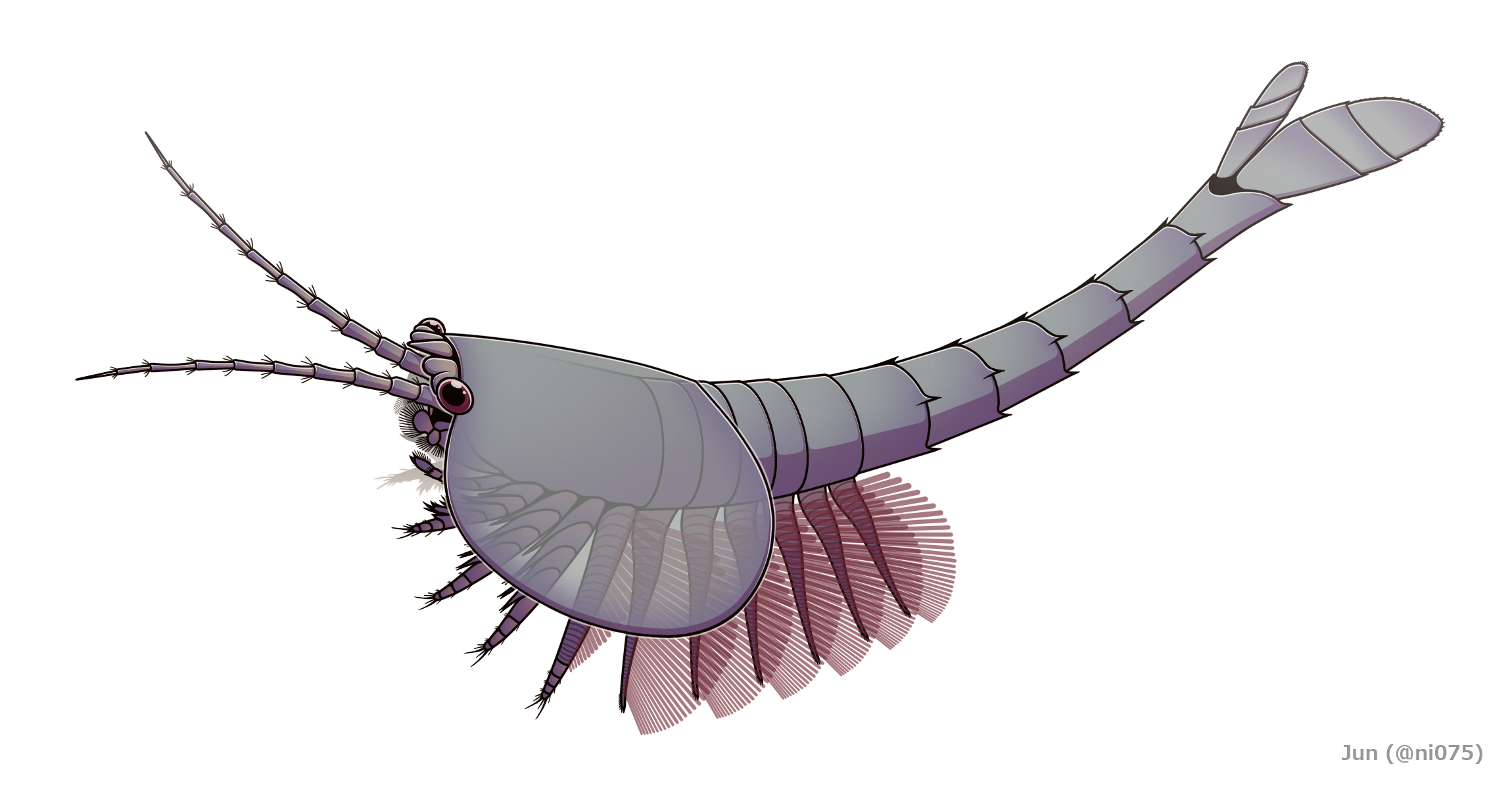
ワプティア
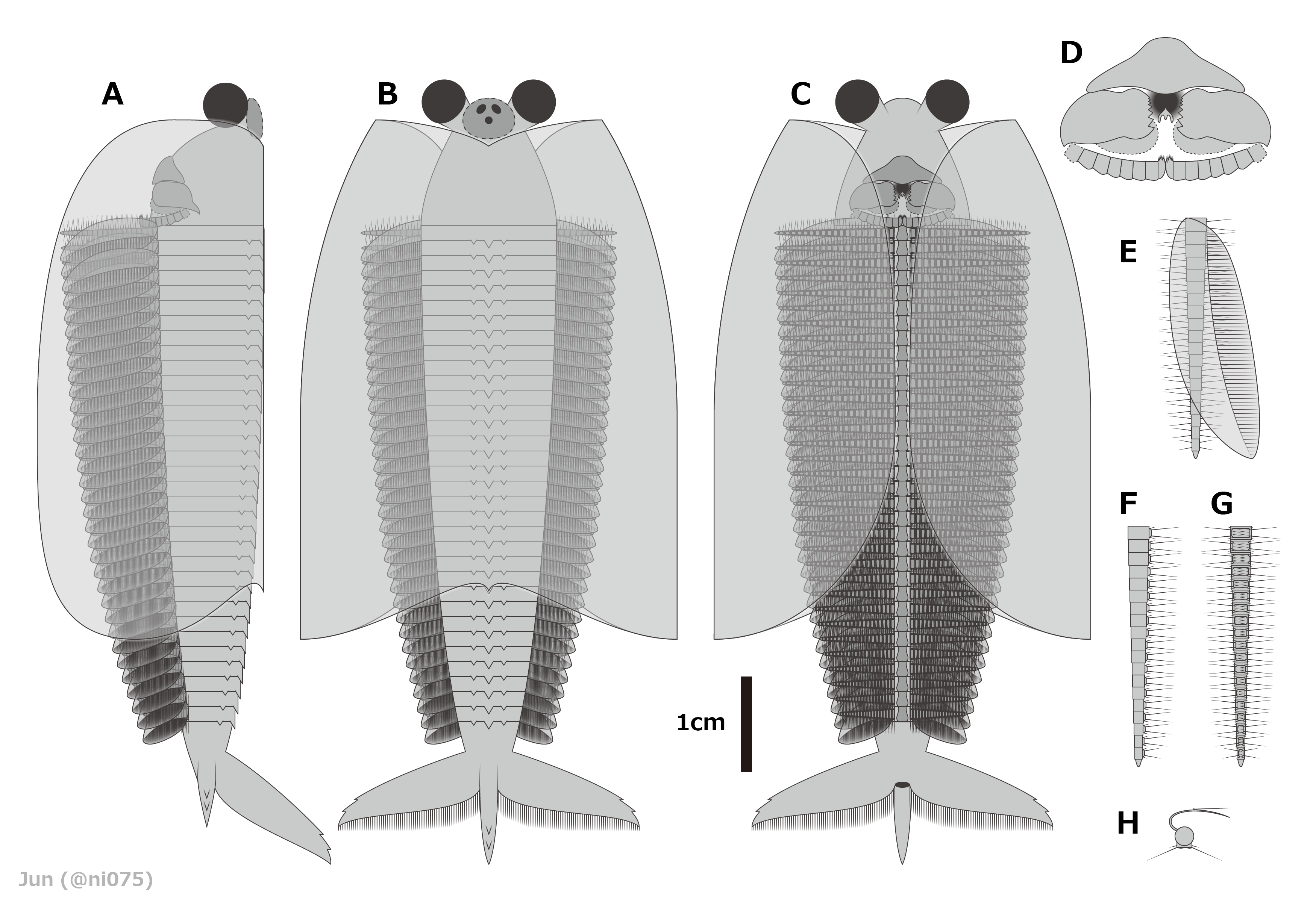
オダライア

1990年代以前では、カナダスピスはほぼ疑いなく甲殻類と考えられてきた。最初に記載された種 Canadaspis perfecta は記載当初（Walcott 1912）では軟甲類の甲殻類と解釈され、ハイメノカリス（Hymenocaris）の1種 Hymenocaris perfecta として命名され、後に Novozhilov 1960 で新属カナダスピス（Canadaspis）の模式種 Canadaspis perfecta として区別されるようになった。Briggs & Whittington 1978 では、カナダスピスの腹部は7節で、10対の二叉型付属肢のうち前2対を頭部の小顎で残り8対を胸肢とされ、更に頭部は2対の触角と1対の大顎も兼ね備えると解釈された。このような体制（頭部付属肢5対+胸肢8対+腹部7節以下）は軟甲類的で、二枚貝状に分かれた背甲と7節の腹部はそのうちのコノハエビ類に見られる特徴のため、カナダスピスはコノハエビ類に分類された。しかし上述の軟甲類的解釈は1990年代以降から否定的になり、特に Hou & Bergström 1997 では、軟甲類の体制に当てはまらない10節の腹部をもつ種 Canadaspis laevigata が再記載され、Briggs & Whittington 1978 のいくつかの解釈も疑問を掛けられた（大顎の存在は懐疑的・触角とされる部分はどれも単枝型で軟甲類らしからぬ・二叉型付属肢の外肢の形態は甲殻類として異様など）。

### 下位分類
カナダスピス（カナダスピス属 Canadaspis）は次の2種が正式に命名される。
- Canadaspis perfecta (Walcott, 1912)（旧称 Hymenocaris perfecta Walcott, 1912[5]）[11]

本属の模式種（タイプ種）。カナダブリティッシュコロンビア州のバージェス頁岩（バージェス動物群、カンブリア紀ウリューアン期、約5億1,000万 - 5億500万年前）から発見される。腹部は7節もつ。
- Canadaspis laevigata (Hou & Bergstrom, 1991)（旧称 Perspicaris? laevigata Hou & Bergstrom, 1991[8]）[9]

中国雲南省の Maotianshan Shale（澄江動物群、カンブリア紀第三期、約5億1,800万年前）から発見される。腹部は10節もつ。C. perfecta に比べて背甲はやや小さく、尾節の棘は少ない。
それ以外では、アメリカユタ州の堆積累層 Wheeler Shale（カンブリア紀ウリューアン期）で見つかり、暫定的に Canadaspis cf. perfecta と同定される本属の化石標本も知られている。
Simonetta & delle Cave 1975 では Canadaspis ovalis、Canadaspis dictynna と Canadaspis obesa を記載されたが、いずれも後に別の既存種のシノニムとされるようになった（Canadaspis ovalis と Canadaspis dictynna は Perspicaris dictynna、Canadaspis obesa は Canadaspis perfecta）。